# Cigla
Cigla (szlovákul: Cigla, ukránul: Cihla) község Szlovákiában, az Eperjesi kerület Felsővízközi járásában.

## Fekvése
Felsővízköztől 15 km-re északnyugatra, az Ondava partján fekszik.

## Története
A falut a német jog alapján alapították. 1427-ben az adóösszeírásban „Cekla” alakban említik először, ekkor 44 adózó portája volt. 1492-ben „Czygla” a neve. Makovica várának uradalmához tartozott. A 16. században a Serédy család birtoka. A 15. században egy lengyel támadás után elnéptelenedett. 1711-ben is néptelen volt a kuruc háborúk és járványok következtében. 1787-ben 40 házában 229 lakos élt.
A 18. század végén Vályi András így ír róla: „CZIGLA. Csigla. Orosz falu Sáros Vármegyében, földes Ura Gróf Szirmay Uraság, lakosai ó hitűek, fekszik Vidara vize mellett, Zborovtol egy, és 1/4. mértföldnyire, gazdag esztendőben terem a’ földgye öszi gabonát is, réttye jó, erdeje elég, de más fogyatkozásaira nézve, harmadik Osztálybéli.”
A 19. században a Batek családé. 1828-ban 43 háza és 322 lakosa volt. Lakói mezőgazdasággal és erdei munkákkal foglalkoztak.
Fényes Elek 1851-ben kiadott geográfiai szótárában így ír a faluról: „Czigla, orosz falu, Sáros vármegyében, Zboróhoz keletre 1 1/2 órányira, a galicziai országutban: 10 r., 295 g. kath., 17 zsidó lak. Két savanyuviz-forrás. Vizimalom. A makoviczi urad. tartozik.”
1912 és 1926 között malom működött a községben. 1916-ban a hadi események során a fél falu leégett. 1920 előtt Sáros vármegye Felsővízközi járásához tartozott.
1921 és 1930 között fűrésztelepe is volt a falunak. Lakói részben a kelet-szlovákiai ipari üzemekben dolgoztak.

## Népessége
| Év:            | 1994. | 2004.   | 2014.    | 2024.    |
| -------------- | ----- | ------- | -------- | -------- |
| Emberek száma: | 86    | 80      | 97       | 79       |
| Eltérés:       |       | -6,97 % | +21,25 % | -18,55 % |

| Év:            | 2023. | 2024.   |
| -------------- | ----- | ------- |
| Emberek száma: | 77    | 79      |
| Eltérés:       |       | +2,59 % |

1910-ben 178, túlnyomórészt ruszin lakosa volt.
2001-ben 88 lakosából 64 szlovák és 19 ruszin volt.
2011-ben 108 lakosából 59 szlovák és 37 ruszin.

## Nevezetességei
- Görögkatolikus temploma 1908-ban épült késő bizánci stílusban.
- Kápolnája 1805-1810 között épült.